# Sitel
Foundever es una empresa de Estados Unidos con sede en Miami, Florida, que se describe como “un líder proveedor global de servicios de centro feo de atención al cliente”. Mantiene más de 140 centros de llamadas en 27 países todos explotados

## Historia
Antes de su adquisición por parte de ClientLogic, descrita a continuación, tenía 70 centros de llamadas en 25 países y más de 30.000 empleados. Tiene oficinas en la sede de su ubicación anterior de Omaha, Nebraska, pero debido a que fue comprada por ClientLogic, su sede se trasladó a la sede de ClientLogic en Nashville, Tennessee.
El SITEL original (Sistema Internacional de Telemarketing) fue fundado en 1985 por James F. Lynch, como resultado de su compra de HQ800, una empresa de servicio de contestador propiedad de United Technologies, por solo 165.000 $. Después de la firma de su principal cliente, la primera en 1988, Allstate Insurance, la lista de clientes de SITEL creció rápidamente. Hoy la compañía presta servicios a muchas de las compañías Fortune 500, incluidas Verizon Wireless, T-Mobile, Philips Electronics, Dell, Cox Communications, Capital One y HP.
En junio de 1995 SITEL se convirtió en la primera compañía de teleservicios independiente que cotizó en bolsa y cotiza en la bolsa a través de una oferta pública inicial (OPI). Seis meses más tarde se trasladó de NASDAQ a la Bolsa de Nueva York, como NYSE: SWW.

## Fusión con ClientLogic
En octubre de 2006, SITEL anunció una fusión con ClientLogic, otra empresa de outsourcing. El 30 de enero de 2007, ClientLogic Corporation finalizó su adquisición de Sitel Corporation. Menos de un mes después, el 20 de febrero de 2007, ClientLogic anunció la adopción de un nuevo nombre corporativo y de marca global. La compañía combinada pasó a llamarse Sitel (nótese el cambio de todas las letras mayúsculas a minúsculas).
La compañía es una empresa controlada por fondos equitativos de capital privado y cuya mayoría es propiedad de Onex Corporation de Canadá.